# Stenus flavipes
Stenus flavipes är en skalbaggsart som beskrevs av Stephens 1833. Stenus flavipes ingår i släktet Stenus, och familjen kortvingar. Arten är reproducerande i Sverige.